# Krasnyj Čikoj
Krasnyj Čikoj (in russo Красный Чикой?) è un villaggio della Russia, centro amministrativo del distretto  Krasnočikojskij del Territorio della Transbajkalia. 
Il villaggio si trova sulla riva destra del fiume Čikoj, 561 km a sud-ovest di Čita e 148 km a sud di Petrovsk-Zabajkal'skij.